# Temporada 2024 de TCR Europe Touring Car Series
La temporada 2024 de TCR Europe Touring Car Series fue la novena edición de dicha competición. Comenzó el 19 de abril en Vallelunga y finalizó el 29 de septiembre en Valencia.
Franco Girolami fue el campeón de esta edición, mientras que ALM Motorsport fue el ganador en equipos.

## Equipos y pilotos
| Equipo                      | Auto                         | N.º | Piloto              | C | Rondas |
| --------------------------- | ---------------------------- | --- | ------------------- | - | ------ |
| MM Motorsport               | Honda Civic Type R TCR (FL5) | 3   | Giacomo Ghermandi   |   | 5      |
| SP Compétition              | Cupra León VZ TCR            | 7   | Aurélien Comte      |   | Todas  |
| SP Compétition              | Cupra León VZ TCR            | 34  | Giovanni Scamardi   |   | Todas  |
| Baldan Group by Comtoyou    | Audi RS3 LMS TCR (2021)      | 8   | Nicola Baldan       | D | 1-4, 6 |
| Baldan Group by Comtoyou    | Cupra León VZ TCR            | 16  | Jimmy Clairet       |   | 4, 6   |
| Mertel Motorsport           | Honda Civic Type R TCR (FK8) | 8   | René Kircher        | G | 5      |
| Mertel Motorsport           | Honda Civic Type R TCR (FK8) | 9   | Davit Kajaia        | G | 5      |
| Mertel Motorsport           | Honda Civic Type R TCR (FK8) | 20  | Jorden Dolischka    | G | 5      |
| MA:GP                       | Lynk & Co 03 TCR             | 10  | Viktor Andersson    |   | Todas  |
| GOAT Racing                 | Honda Civic Type-R TCR (FL5) | 11  | Rubén Fernández     | D | 1-4, 6 |
| GOAT Racing                 | Honda Civic Type-R TCR (FL5) | 19  | Felipe Fernández    | D | Todas  |
| GOAT Racing                 | Honda Civic Type-R TCR (FL5) | 33  | Santiago Concepción | R | 2-6    |
| GOAT Racing                 | Honda Civic Type-R TCR (FL5) | 62  | Dušan Borković      | D | 1      |
| PMA Motorsport              | Audi RS 3 LMS TCR (2021)     | 17  | Nicolas Taylor      | R | 6      |
| PMA Motorsport              | Audi RS 3 LMS TCR (2021)     | 54  | Sandro Pelatti      | D | 6      |
| Janik Motorsport            | Hyundai Elantra N TCR        | 11  | Jiří Zbožínek       | G | 5      |
| Janik Motorsport            | Hyundai Elantra N TCR        | 68  | Adam Kout           | G | 5      |
| Janik Motorsport            | Hyundai Elantra N TCR        | 70  | Maťo Homola         | G | 5      |
| Express Auto Racing         | Cupra León Competición TCR   | 14  | Petr Čížek          | G | 5      |
| Express Auto Racing         | Cupra León Competición TCR   | 82  | Vít Smejkal         | G | 5      |
| Monlau Motorsport           | Cupra León VZ TCR            | 21  | Eric Gené           | R | 4      |
| Monlau Motorsport           | Cupra León VZ TCR            | 72  | Franco Girolami     |   | Todas  |
| PSS Racing Team with Monlau | Cupra León VZ TCR            | 110 | Viktor Davidovski   | D | Todas  |
| ALM Motorsport              | Honda Civic Type-R TCR (FL5) | 23  | Ignacio Montenegro  | R | Todas  |
| ALM Motorsport              | Honda Civic Type-R TCR (FL5) | 27  | Ruben Volt          |   | 1-4, 6 |
| ALM Motorsport              | Honda Civic Type-R TCR (FL5) | 64  | Levente Losonczy    |   | Todas  |
| RC2 Junior Team             | Audi RS 3 LMS TCR (2021)     | 41  | Victor Fernández    | D | 6      |
| Mair Racing Osttirol        | Audi RS 3 LMS TCR (2017)     | 42  | Sandro Soubek       |   | 3      |
| Auto Klub Dubrovnik         | Cupra León Competición TCR   | 48  | Fraňo Dubreta       | G | 5      |
| Auto Klub Dubrovnik         | Hyundai Elantra N TCR        | 74  | Žarko Knego         | G | 5      |
| JT59 Racing Team            | Hyundai Elantra N TCR        | 59  | Daniel Teixeira     | D | 6      |
| Aditis Racing               | Audi RS 3 LMS TCR (2021)     | 97  | Bartosz Groszek     |   | 5      |
| Aditis Racing               | Audi RS 3 LMS TCR (2021)     | 301 | Martin Kadlečík     | G | 5      |
| LV Racing                   | Audi RS 3 LMS TCR (2021)     | 121 | Ivars Vallers       | G | 5      |
| Jenson Brickley Racing      | Cupra León VZ TCR            | 246 | Jenson Brickley     | R | 6      |

| Icono | Leyenda                                     |
| ----- | ------------------------------------------- |
| R     | Elegibles para el TCR Europe Rookie Trophy  |
| D     | Elegibles para el TCR Europe Diamond Trophy |
| G     | Pilotos inhabilitados para sumar puntos     |

## Calendario
| Rnd.    | Rnd. | Circuito                                                  | Fecha                 |
| ------- | ---- | --------------------------------------------------------- | --------------------- |
| 1       | 1    | Autódromo de Vallelunga Piero Taruffi, Campagnano di Roma | 20 de abril           |
| 1       | 2    | Autódromo de Vallelunga Piero Taruffi, Campagnano di Roma | 21 de abril           |
| 2       | 3    | Circuito de Zolder, Heusden-Zolder                        | 18 de mayo            |
| 2       | 4    | Circuito de Zolder, Heusden-Zolder                        | 19 de mayo            |
| 3       | 5    | Salzburgring, Salzburgo                                   | 31 de mayo-2 de junio |
| 3       | 6    | Salzburgring, Salzburgo                                   | 31 de mayo-2 de junio |
| 4       | 7    | Circuito de Spa-Francorchamps, Spa                        | 4-6 de julio          |
| 4       | 8    | Circuito de Spa-Francorchamps, Spa                        | 4-6 de julio          |
| 5       | 9    | Autódromo de Brno, Brno                                   | 6-9 de septiembre     |
| 5       | 10   | Autódromo de Brno, Brno                                   | 6-9 de septiembre     |
| 6       | 11   | Circuito Ricardo Tormo, Cheste                            | 27-29 de septiembre   |
| 6       | 12   | Circuito Ricardo Tormo, Cheste                            | 27-29 de septiembre   |
| Fuente: |      |                                                           |                       |

## Resultados
| Ronda | Ronda | Ronda             | Pole position      | Vuelta rápida        | Piloto ganador     | Equipo ganador           | Rookie Trophy       | Diamond Trophy    | Resultados |
| ----- | ----- | ----------------- | ------------------ | -------------------- | ------------------ | ------------------------ | ------------------- | ----------------- | ---------- |
| 1     | 1     | Vallelunga        | Franco Girolami    | Franco Girolami      | Franco Girolami    | Monlau Motorsport        | Ignacio Montenegro  | Nicola Baldan     | Resultados |
| 1     | 2     | Vallelunga        |                    | Aurélien Comte       | Aurélien Comte     | SP Compétition           | Ignacio Montenegro  | Felipe Fernández  | Resultados |
| 2     | 3     | Zolder            | Nicola Baldan      | Nicola Baldan        | Nicola Baldan      | Baldan Group by Comtoyou | Ignacio Montenegro  | Nicola Baldan     | Resultados |
| 2     | 4     | Zolder            |                    | Felipe Fernández Gil | Levente Losonczy   | ALM Motorsport           | Ignacio Montenegro  | Felipe Fernández  | Resultados |
| 3     | 5     | Salzburgo         | Franco Girolami    | Franco Girolami      | Franco Girolami    | Monlau Motorsport        | Ignacio Montenegro  | Viktor Davidovski | Resultados |
| 3     | 6     | Salzburgo         |                    | Levente Losonczy     | Ruben Volt         | ALM Motorsport           | Ignacio Montenegro  | Nicola Baldan     | Resultados |
| 4     | 7     | Spa-Francorchamps | Felipe Fernández   | Franco Girolami      | Ruben Volt         | ALM Motorsport           | Ignacio Montenegro  | Felipe Fernández  | Resultados |
| 4     | 8     | Spa-Francorchamps |                    | Felipe Fernández     | Ignacio Montenegro | ALM Motorsport           | Ignacio Montenegro  | Nicola Baldan     | Resultados |
| 5     | 9     | Brno              | Franco Girolami    | Franco Girolami      | Franco Girolami    | Monlau Motorsport        | Ignacio Montenegro  | Felipe Fernández  | Resultados |
| 5     | 10    | Brno              |                    | Franco Girolami      | Levente Losonczy   | ALM Motorsport           | Ignacio Montenegro  | Felipe Fernández  | Resultados |
| 6     | 11    | Valencia          | Ignacio Montenegro | Franco Girolami      | Franco Girolami    | Monlau Motorsport        | Ignacio Montenegro  | Felipe Fernández  | Resultados |
| 6     | 12    | Valencia          |                    | Jimmy Clairet        | Jimmy Clairet      | Comtoyou Racing          | Santiago Concepción | Viktor Davidovski | Resultados |

## Puntuaciones
| Pos.          | 1.º           | 2.º           | 3.º           | 4.º           | 5.º           | 6.º           | 7.º           | 8.º           | 9.º           | 10.º          | 11.º          | 12.º          | 13.º          | 14.º          | 15.º          |
| Clasificación | Clasificación | Clasificación | Clasificación | Clasificación | Clasificación | Clasificación | Clasificación | Clasificación | Clasificación | Clasificación | Clasificación | Clasificación | Clasificación | Clasificación | Clasificación |
| ------------- | ------------- | ------------- | ------------- | ------------- | ------------- | ------------- | ------------- | ------------- | ------------- | ------------- | ------------- | ------------- | ------------- | ------------- | ------------- |
| Puntos        | 10            | 7             | 5             | 4             | 3             | 2             | 1             |               |               |               |               |               |               |               |               |
| Carrera       |               |               |               |               |               |               |               |               |               |               |               |               |               |               |               |
| Puntos        | 40            | 35            | 30            | 27            | 24            | 21            | 18            | 15            | 13            | 11            | 9             | 7             | 5             | 3             | 1             |

### Diamond Trophy
| Pos.    | 1.º     | 2.º     | 3.º     | 4.º     | 5.º     | 6.º     | 7.º     | 8.º     | 9.º     | 10.º    |
| Carrera | Carrera | Carrera | Carrera | Carrera | Carrera | Carrera | Carrera | Carrera | Carrera | Carrera |
| ------- | ------- | ------- | ------- | ------- | ------- | ------- | ------- | ------- | ------- | ------- |
| Puntos  | 25      | 18      | 15      | 12      | 10      | 8       | 6       | 4       | 2       | 1       |

### Rookie Trophy
| Pos.          | 1.º           | 2.º           | 3.º           | 4.º           | 5.º           | 6.º           | 7.º           | 8.º           | 9.º           | 10.º          | 11.º          | 12.º          | 13.º          | 14.º          | 15.º          |
| Clasificación | Clasificación | Clasificación | Clasificación | Clasificación | Clasificación | Clasificación | Clasificación | Clasificación | Clasificación | Clasificación | Clasificación | Clasificación | Clasificación | Clasificación | Clasificación |
| ------------- | ------------- | ------------- | ------------- | ------------- | ------------- | ------------- | ------------- | ------------- | ------------- | ------------- | ------------- | ------------- | ------------- | ------------- | ------------- |
| Puntos        | 10            | 7             | 5             | 4             | 3             | 2             | 1             |               |               |               |               |               |               |               |               |
| Carrera       |               |               |               |               |               |               |               |               |               |               |               |               |               |               |               |
| Puntos        | 40            | 35            | 30            | 27            | 24            | 21            | 18            | 15            | 13            | 11            | 9             | 7             | 5             | 3             | 1             |

## Clasificaciones

### Campeonato de Pilotos
| 1                                       | Franco Girolami     | 1   | 2   | 4   | 3   | 1   | 11  | 2    | 8   | 1   | 9   | 12   | 6   | 395  |
| 2                                       | Aurélien Comte      | 23  | 1   | 2   | 5   | 45  | 3   | 43   | 6   | 2   | 8   | 35   | 4   | 382  |
| 3                                       | Ignacio Montenegro  | 34  | 6   | 75  | 6   | 2   | 4   | 5    | 1   | 84  | 2   | 21   | 15  | 342  |
| 4                                       | Ruben Volt          | 5   | Ret | 3   | 2   | 3   | 1   | 12   | 7   |     |     | 146  | 2   | 269  |
| 5                                       | Felipe Fernández    | 67  | 3   | 9   | 4   | 76  | 9   | 31   | 5   | 9   | 7   | 6    | 9   | 269  |
| 6                                       | Levente Losonczy    | 10  | 8   | 10  | 1   | 57  | 2   | 11   | 3   | 147 | 1   | 7    | 13  | 246  |
| 7                                       | Viktor Andersson    | 12  | 4   | 6   | 9   | 113 | 8   | 126  | 2   | 43  | 3   | Ret3 | 8   | 232  |
| 8                                       | Nicola Baldan       | 42  | 5   | 1   | 7   | 12  | 6   | 6    | 4   |     |     | 157  | Ret | 201  |
| 9                                       | Viktor Davidovski   | 8   | 9   | 57  | Ret | 6   | 10  | 8    | 12  | 21  | 13  | 8    | 3   | 178  |
| 10                                      | Santiago Concepción |     |     | 11  | 10  | 94  | 7   | 107  | 9   |     |     | 4    | 5   | 135  |
| 11                                      | Giovanni Scamardi   | 11  | 7   | 12  | Ret | 10  | 5   | 7    | 10  | 105 | 10  | Ret  | Ret | 134  |
| 12                                      | Jimmy Clairet       |     |     |     |     |     |     | 9    | 11  |     |     | 5    | 1   | 86   |
| 13                                      | Rubén Fernández     | 9   | Ret | 8   | 8   | 8   | Ret | Ret5 | Ret |     |     | 12   | 12  | 80   |
| 14                                      | Bartosz Groszek     |     |     |     |     |     |     |      |     | 6   | 4   |      |     | 56   |
| 15                                      | Nicolas Taylor      |     |     |     |     |     |     |      |     |     |     | 9    | 7   | 31   |
| 16                                      | Dušan Borković      | 76  | 10  |     |     |     |     |      |     |     |     |      |     | 29   |
| 17                                      | Daniel Teixeira     |     |     |     |     |     |     |      |     |     |     | 13   | 11  | 16   |
| 18                                      | Victor Fernández    |     |     |     |     |     |     |      |     |     |     | 11   | 14  | 12   |
| 19                                      | Jenson Brickley     |     |     |     |     |     |     |      |     |     |     | 10   | Ret | 11   |
| 20                                      | Giacomo Ghermandi   |     |     |     |     |     |     |      |     | Ret | 19  |      |     | 11   |
| 21                                      | Sandro Pelatti      |     |     |     |     |     |     |      |     |     |     | Ret  | 10  | 11   |
| 22                                      | Eric Gené           |     |     |     |     |     |     | 13   | Ret |     |     |      |     | 5    |
| NC                                      | Sandro Soubek       |     |     |     |     | Ret | Ret |      |     |     |     |      |     | 0    |
| Pilotos inhabilitados para sumar puntos |                     |     |     |     |     |     |     |      |     |     |     |      |     |      |
|                                         | Maťo Homola         |     |     |     |     |     |     |      |     | 3   | 11  |      |     |      |
|                                         | Martin Kadlečík     |     |     |     |     |     |     |      |     | 5   | 6   |      |     |      |
|                                         | Adam Kout           |     |     |     |     |     |     |      |     | 7   | 5   |      |     |      |
|                                         | Davit Kajaia        |     |     |     |     |     |     |      |     | 11  | 12  |      |     |      |
|                                         | Jiří Zbožínek       |     |     |     |     |     |     |      |     | 12  | 17  |      |     |      |
|                                         | Žarko Knego         |     |     |     |     |     |     |      |     | 13  | Ret |      |     |      |
|                                         | Ivars Vallers       |     |     |     |     |     |     |      |     | 17  | 14  |      |     |      |
|                                         | Fraňo Dubreta       |     |     |     |     |     |     |      |     | 18  | 15  |      |     |      |
|                                         | Petr Čížek          |     |     |     |     |     |     |      |     | 15  | Ret |      |     |      |
|                                         | René Kircher        |     |     |     |     |     |     |      |     | 16  | 16  |      |     |      |
|                                         | Jorden Dolischka    |     |     |     |     |     |     |      |     | 20  | 18  |      |     |      |
|                                         | Vít Smejkal         |     |     |     |     |     |     |      |     | 19  | Ret |      |     |      |
| Pos.                                    | Piloto              | VLL | VLL | ZOL | ZOL | SAL | SAL | SPA  | SPA | BRN | BRN | VAL  | VAL | Pts. |

| Color     | Resultado                                                               |
| --------- | ----------------------------------------------------------------------- |
| Oro       | Ganador                                                                 |
| Plata     | 2.ª plaza                                                               |
| Bronce    | 3.ª plaza                                                               |
| Verde     | Finalizó en los puntos                                                  |
| Azul      | Finalizó sin puntos                                                     |
| Azul      | NC - No clasificado                                                     |
| Violeta   | Ret - No terminó (Carrera)                                              |
| Rojo      | DNQ - No se clasificó                                                   |
| Negro     | DSQ - Descalificado                                                     |
| Blanco    | DNS - No empezó (carrera)                                               |
| Blanco    | WD - Retirado (fin de semana)                                           |
| Blanco    | C - Carrera cancelada                                                   |
| Sin color | DNP - Inscrito pero no participó                                        |
| Sin color | INJ - Lesionado                                                         |
| Sin color | EX - Excluido                                                           |
| Estado    | Resultado                                                               |
| Negrita   | Pole position                                                           |
| Cursiva   | Vuelta rápida                                                           |
| †         | Abandona, pero clasifica al completar el porcentaje requerido para ello |

#### Rookie Trophy
| Pos. | Piloto              | VLL | VLL | ZOL | ZOL | SAL | SAL | SPA | SPA | BRN | BRN | VAL | VAL | Pts. |
| ---- | ------------------- | --- | --- | --- | --- | --- | --- | --- | --- | --- | --- | --- | --- | ---- |
| 1    | Ignacio Montenegro  | 31  | 6   | 71  | 6   | 21  | 4   | 52  | 1   | 51  | 2   | 21  | 15  | 527  |
| 2    | Santiago Concepción |     |     | 112 | 10  | 92  | 7   | 101 | 9   |     |     | 42  | 5   | 316  |
| 3    | Nicolas Taylor      |     |     |     |     |     |     |     |     |     |     | 94  | 7   | 69   |
| 4    | Eric Gené           |     |     |     |     |     |     | 133 | Ret |     |     |     |     | 35   |
| 5    | Jenson Brickley     |     |     |     |     |     |     |     |     |     |     | 103 | Ret | 32   |
| Pos. | Piloto              | VLL | VLL | ZOL | ZOL | SAL | SAL | SPA | SPA | BRN | BRN | VAL | VAL | Pts. |

#### Diamond Trophy
| Pos. | Piloto            | VLL | VLL | ZOL | ZOL | SAL | SAL | SPA | SPA | BRN | BRN | VAL | VAL | Pts. |
| ---- | ----------------- | --- | --- | --- | --- | --- | --- | --- | --- | --- | --- | --- | --- | ---- |
| 1    | Felipe Fernández  | 6   | 3   | 9   | 4   | 7   | 9   | 3   | 6   | 6   | 5   | 6   | 9   | 252  |
| 2    | Viktor Davidovski | 8   | 9   | 5   | Ret | 6   | 10  | 8   | 12  | 9   | 9   | 8   | 3   | 194  |
| 3    | Nicola Baldan     | 4   | 5   | 1   | 7   | 12  | 6   | 6   | 4   |     |     | 15  | Ret | 174  |
| 4    | Rubén Fernández   | 9   | Ret | 8   | 8   | 8   | Ret | Ret | Ret |     |     | 12  | 12  | 77   |
| 5    | Dušan Borković    | 7   | 10  |     |     |     |     |     |     |     |     |     |     | 27   |
| 6    | Victor Fernández  |     |     |     |     |     |     |     |     |     |     | 11  | 14  | 23   |
| 7    | Daniel Teixeira   |     |     |     |     |     |     |     |     |     |     | 13  | 11  | 22   |
| 8    | Giacomo Ghermandi |     |     |     |     |     |     |     |     | Ret | 19  |     |     | 15   |
| Pos. | Piloto            | VLL | VLL | ZOL | ZOL | SAL | SAL | SPA | SPA | BRN | BRN | VAL | VAL | Pts. |

### Campeonato de Equipos
| Pos. | Equipo                 | Pts. |
| ---- | ---------------------- | ---- |
| 1    | ALM Motorsport         | 698  |
| 2    | Monlau Motorsport      | 609  |
| 3    | SP Compétition         | 555  |
| 4    | GOAT Racing            | 321  |
| 5    | Comtoyou Racing        | 316  |
| 6    | MA:GP                  | 260  |
| 7    | Aditis Racing          | 56   |
| 8    | PMA Motorsport         | 52   |
| 9    | RC2 Junior Team        | 22   |
| 10   | JT59 Racing Team       | 22   |
| 11   | Jenson Brickley Racing | 16   |
| 12   | MM Motorsport          | 11   |